# Liefde, dood & zwaartekracht
Liefde, dood & zwaartekracht is het tweede album van de Nederlandse cabaretier en kleinkunstenaar Peter van Rooijen uit 2018. Het album bevat liedjes uit de gelijknamige theatervoorstelling waarmee van Rooijen samen met zijn band in seizoen 2018/2019 langs de Nederlandse theaters trekt.
Op het album wordt Van Rooijen bijgestaan door onder meer actrice Imke Smit, theatermaker Maarten Ebbers en de zangeressen Yentl Schieman en Christine de Boer (Yentl en de Boer), met wie hij deel uitmaakt van het singer-songwriterscollectief Het Nieuwe Lied.

## Nummers
1. Waar is de liefde nu naar toe? - 4:23
2. De werking van de zwaartekracht - 3:18
3. Ballade van de stille groene heide - 5:23
4. Wat je doet - 2:22
5. Het volgende lied - 1:08
6. Het systeem - 2:51
7. Samen op reis - 4:03
8. Bedankt - 1:49
9. Je houdt het niet tegen - 4:29
10. IJsvogel - 5:00
11. Backpack - 3:49